# Pontrieux Communauté
Pontrieux Communauté est une ancienne communauté de communes française, située dans le département des Côtes-d'Armor, en région Bretagne.

## Histoire
Créée le 24 décembre 1992 par arrêté préfectoral, la communauté de communes du Trieux (CCDT) regroupait sept des huit communes du canton de Pontrieux : Brélidy, Ploëzal, Plouëc-du-Trieux, Pontrieux, Quemper-Guézennec, Runan et Saint-Clet. Elle succède au SIVOM de la Rive fondé le 20 septembre 1965 entre les communes de Pontrieux et Quemper-Guézennec. Son périmètre est étendu à Saint-Clet en 1966, Plouëc-du-Trieux en 1967 et Brélidy, Ploëzal et Runan en février 1992.
En janvier 2010, l'intercommunalité se dote d'un nouveau logo et se munit d'un nouveau nom : Pontrieux Communauté.
Elle est dissoute le 31 décembre 2016 en fusionnant avec six communautés de communes pour former une nouvelle communauté d'agglomération sous le nom de Guingamp Paimpol Armor Argoat Agglomération.
La communauté de communes éditait par ailleurs un journal dénommé « An Trev ».

## Territoire communautaire

### Géographie
Située dans le pays historique du Trégor, au nord-ouest du département, la communauté de communes regroupait sept communes du canton de Pontrieux, à l'exception de Saint-Gilles-les-Bois.
L'intercommunalité faisait par ailleurs partie du pays de Guingamp.

### Composition
Elle était composée des sept communes suivantes :
| Nom               | Code Insee | Gentilé       | Superficie (km2) | Population (dernière pop. légale) | Densité (hab./km2) |
| ----------------- | ---------- | ------------- | ---------------- | --------------------------------- | ------------------ |
| Pontrieux (siège) | 22250      | Pontriviens   | 1,02             | 1 021 (2014)                      | 1 001              |
| Brélidy           | 22018      | Brélidiens    | 8,14             | 298 (2014)                        | 37                 |
| Ploëzal           | 22204      | Ploëzalais    | 26,24            | 1 287 (2014)                      | 49                 |
| Plouëc-du-Trieux  | 22212      | Plouëcois     | 18,27            | 1 123 (2014)                      | 61                 |
| Quemper-Guézennec | 22256      | Quemperrois   | 23,08            | 1 138 (2014)                      | 49                 |
| Runan             | 22269      | Runanais      | 5,12             | 229 (2014)                        | 45                 |
| Saint-Clet        | 22283      | Saint-Clétois | 14,46            | 880 (2014)                        | 61                 |

### Démographie
| 1999  | 2006  | 2011  | 2012  | 2013  |
| ----- | ----- | ----- | ----- | ----- |
| 5 759 | 5 836 | 5 910 | 5 930 | 5 969 |

## Administration

### Siège
Le siège de la communauté de communes était à Pontrieux, rue de Kérémarch.

### Conseil communautaire
Les 27 conseillers titulaires étaient répartis selon le droit commun comme suit :
| Nombre de conseillers | Communes                                                   |
| --------------------- | ---------------------------------------------------------- |
| 5                     | Ploëzal                                                    |
| 4                     | Plouëc-du-Trieux, Pontrieux, Quemper-Guézennec, Saint-Clet |
| 3                     | Brélidy, Runan                                             |

### Élus
La communauté de communes était administrée par un conseil communautaire constitué en 2014 de 27 conseillers communautaires.
À la suite des élections municipales de 2014 dans les Côtes-d'Armor, le conseil communautaire du 17 avril 2014 avait élu son président, Vincent Le Meaux, maire de Plouëc-du-Trieux, ainsi que ses 6 vice-présidents. La liste des vice-présidents était alors la suivante :
| Pdt | Développement et attractivité touristique                                              | Vincent Le Meaux    |  | PS  | Maire de Plouëc-du-Trieux                 |  |  |  |
|     |                                                                                        |                     |  |     |                                           |  |  |  |
| 1er | Aménagement et développement du territoire                                             | Yvon Le Bianic      |  | PS  | Maire de Runan                            |  |  |  |
| 2e  | Solidarités et CIAS                                                                    | Loïc Le Maréchal    |  | DVG | Conseiller municipal de Quemper-Guézennec |  |  |  |
| 3e  | Familles et animation du territoire                                                    | Samuel Le Gaouyat   |  | DVG | Maire de Pontrieux                        |  |  |  |
| 4e  | Environnement et espaces ruraux                                                        | Gérard Le Cabec     |  | DVG | Adjoint au maire de Saint-Clet            |  |  |  |
| 5e  | Finances et bâtiments communautaires                                                   | Sébastien Le Minoux |  | DVG | Conseiller municipal de Ploëzal           |  |  |  |
| 6e  | Ressources humaines, communication, prospective et animation touristique du territoire | Julien Gentet       |  | PS  | 1er adjoint au maire de Runan             |  |  |  |

### Liste des présidents
| Période                                    | Période       | Identité         | Étiquette   | Qualité |
| ------------------------------------------ | ------------- | ---------------- | ----------- | --- |
| Syndicat intercommunal à vocation multiple |               |                  |             | |
| septembre 1965                             | mai 1977      | Hervé Le Tacon   | DVD         | Maire de Pontrieux (1947 → 1971) Conseiller général de Pontrieux (1949 → 1973)                                                     |
| mai 1977                                   | après 1982    | Albert Weber     | DVG         | Maire de Pontrieux (1971 → 1983)                                                                                                   |
| Les données manquantes sont à compléter.   |               |                  |             | |
| mai 1989                                   | janvier 1993  | Camille Grot     | DVG         | Maire de Saint-Clet (1987 → 2001)                                                                                                  |
| Communauté de communes                     |               |                  |             | |
| janvier 1993                               | avril 2001    | Camille Grot     | DVG         | Maire de Saint-Clet (1987 → 2001)                                                                                                  |
| avril 2001                                 | avril 2014    | Yves Le Mouër    | DL puis UMP | Maire de Pontrieux (1983 → 2014) Conseiller général de Pontrieux (1992 → 2004)                                                     |
| avril 2014                                 | décembre 2016 | Vincent Le Meaux | PS          | Maire de Plouëc-du-Trieux (2008 → ) Conseiller général de Pontrieux (2004 → 2015) Conseiller départemental de Bégard (2015 → 2017) |

### Compétences
Pour la gestion des déchets, Pontrieux Communauté est adhérente au Smitred Ouest d'Armor et désigne des délégués pour siéger au Comité Syndical de celui-ci. Les déchets sont traités dans les différentes installations du Smitred Ouest d'Armor.
En 2013, Pontrieux Communauté voit ses compétences étendues, notamment au niveau de l'enfance et de la jeunesse ainsi que la gestion des équipements communautaires.